# Скорупський Володимир Михайлович
Володимир Михайлович Скору́пський (*29 листопада 1912, Копичинці, Галичина — †11 грудня 1985, Торонто, Канада) — український письменник, літературознавець, журналіст, редактор. Член Об'єднання українських письменників «Слово».

## З життєпису
Народився 29 листопада 1912 р. у Копичинцях на Галицькому Поділлі. Навчався і закінчив правничий факультет Львівського університету (1935—1939). Почав друкуватися з 1937 р. у журналі «Назустріч».
У роки війни емігрував (1944), перебував у Австрії, Німеччині. Перші його поетичні збірки — «Весняний гомін» (1946) та «Життя» (1947) — були видані у Зальцбурзі (Австрія). Потім емігрував до Канади (1949), поселився спочатку в Едмонтоні, потім переїхав до Торонто (1958). У Канаді вийшли його наступні збірки: «Моя оселя» (Едмонтон, 1954), «У дорозі» (Едмонтон, 1957), «Без рідного порога» (поеми, Едмонтон, 1958), «Із джерела» (Торонто, 1961), «Над могилою» (вінок сонетів, Торонто, 1963), «Айстри невідцвілі» (Торонто, 1972).
У 1956 р. адаптував для сцени  казку І. Франка «Лис Микита».
Редагував «Новий Шлях» (1974—1987). 
Помер 11 грудня 1985 р. у Торонто. Похований на цвинтарі «Проспект».
Був нагороджений Шевченківською медаллю.

### Творчість
Автор:
- поетичних збірок «Весняний гомін» (1946), «Життя» (1947), «Моя оселя» (1954), «У дорозі» (1957), «Із джерела» (1961), «Айстри невідцвілі» (1972), «Споконвічні луни: Легенди й міти» (1977);
- поеми «Без рідного порога» (1958),
- вінка сонетів «Над могилою» (1963).
- Скорупський В. Айстри невідцвілі. — Торонто, 1972.
- Скорупський В. Весняний гомін. Поезії. — Зальцбурґ: Нові дні, 1946. — 48 с.Скорупський В. Весняний гомін. Зальцбурґ, 1946. [Архівовано 4 березня 2016 у Wayback Machine.]
- Скорупський В. Вірші // Хрестоматія з української літератури в Канаді. — Едмонтон, 2000. — С.38-44.
- Скорупський В. Із джерела. — Торонто, 1961. — 78 с.
- Скорупський В. Споконвічні луни. Легенди і міти. — Нью-Йорк — Торонто, 1977. — 70 с.
- Скорупський В. Життя: поезії / Володимир Скорупський. — Б. м. : б. в., 1947. — 46, 2 с. [Архівовано 30 вересня 2020 у Wayback Machine.]
- Скорупський В. Весняний гомін: поезії / Володимир Скорупський. — Зальцбурґ: Нові дні, 1946. — 48 с. [Архівовано 30 вересня 2020 у Wayback Machine.]